# Río Sadar
El río Sadar es un afluente del río Elorz, que nace en las sierras de Aranguren y Tajonar, discurriendo en dirección oeste, entre las margas eocénicas de la Cuenca de Pamplona. Tiene una longitud de 19 km y drena una cuenca de unos 70 km². Las precipitaciones medias que recibe, 700 mm, le aportan un caudal estimado de 12 hm³ anuales. 
El Sadar es un río pequeño, con un caudal escaso, que se encuentra muy encajado en el terreno y que apenas presenta problemas de inundaciones. Su cauce, incluidos sus taludes, tiene una anchura media de unos 6-8 metros.
En Pamplona, donde recorre aproximadamente 3,7 km, atraviesa los Campus de la Universidad Pública de Navarra y la Universidad de Navarra y desemboca en el río Elorz.
La balsa de Zolina, también llamada de Ezkoriz, antiguo depósito artificial de lixiviados de las desaparecidas minas de potasa, corresponde a la cuenca del Sadar, si bien debido a la concentración de sales, sus aguas y lodos se mantienen confinados dentro de su dique de contención. Aunque de origen artificial, la balsa está siendo colonizada por especies propias de medios halófilos que le confieren interés medioambiental.

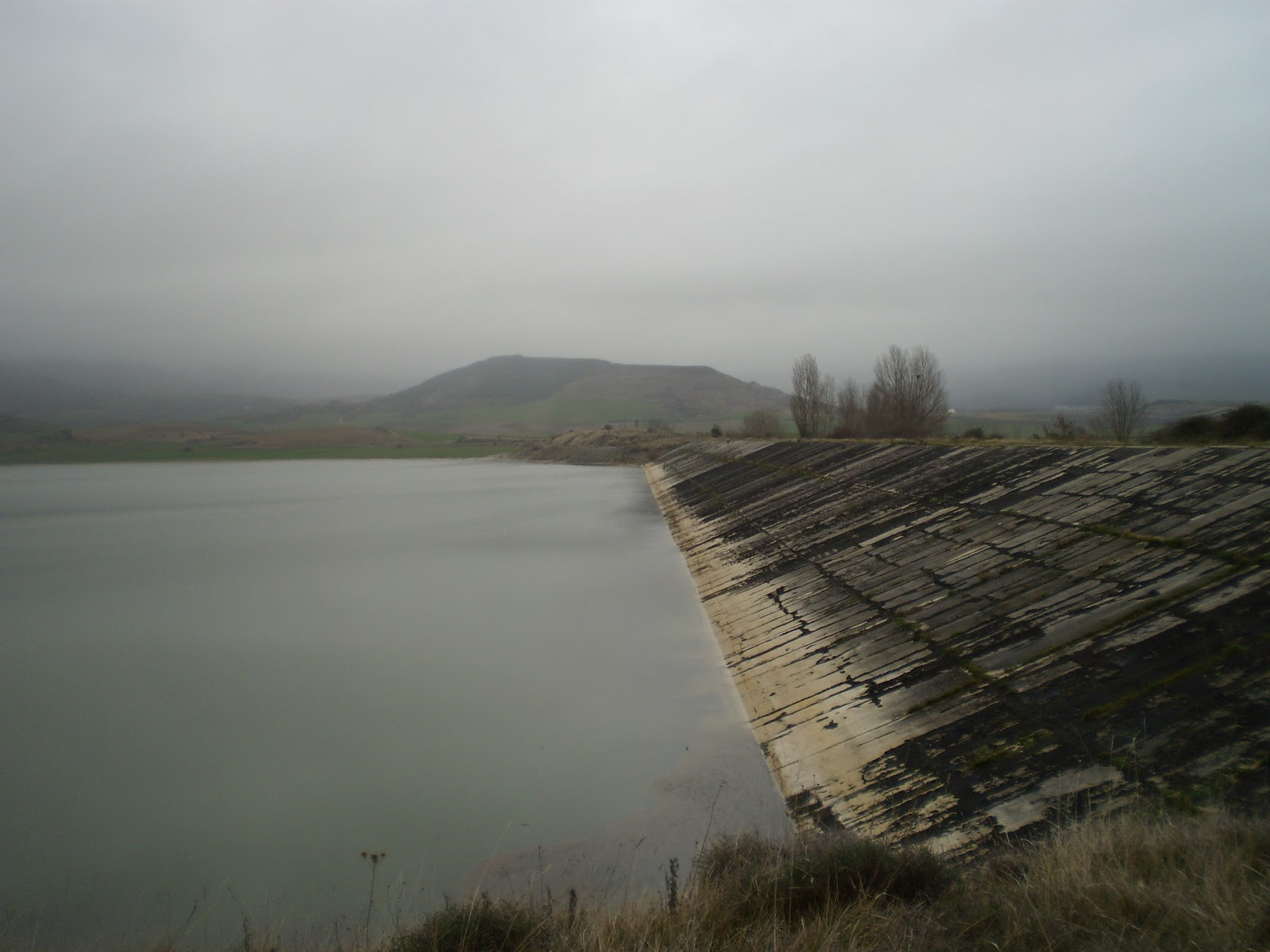
Balsa de Eskoriz-Zolina

También corresponde a la cuenca del Sadar el Centro de Tratamiento de Residuos de Góngora. En este caso, sus aguas se han canalizado y se conducen directamente a la depuradora de Arazuri.

## Proyectos de interés
El río Sadar es uno de los cauces de agua integrado dentro del Parque Fluvial de Pamplona. Popularmente se le conoce como el Río al Revés. Puede ser porque lleva más agua al principio que al final, puede que sea por fluir en sentido este-oeste, opuesto a lo habitual en el resto de ríos de la cuenca mediterránea.
Este río ha sido también diana de proyectos como «Sadar Conecta» o «Equilibrio, preservación y conservación del entorno natural del campus de Pamplona», en donde han participado diversos organismos con el objetivo de preservar la naturaleza alrededor del mismo.
En 2019, la Universidad Pública de Navarra realizó un proyecto de preservación del entorno de este río, instalando paneles informativos sobre la fauna y flora que lo rodea a su paso por el campus universitario de Arrosadía en Pamplona, así como llevando a cabo una limpieza de orillas del mismo.